# لينكس فورمات
لينكس فورمات (بالإنجليزية: Linux Format) هي أول مجلة لينكس خاصة بالمملكة المتحدة ، واعتبارًا من عام 2013 كان عنوان Linux الأكثر مبيعاً في المملكة المتحدة. يتم تصديرها أيضا إلى العديد من البلدان في جميع أنحاء العالم. يتم نشره بواسطة Future plc (الذي ينتج PC Plus و. net والعديد من مجلات الكمبيوتر الأخرى). عادةً ما يتم اختصار تنسيق Linux إلى LXF ، وتتم الإشارة إلى المشكلات باستخدام LXF كبادئة متبوعة برقم الإصدار (على سبيل المثال يشير LXF102 إلى الإصدار 102).
وقد في عام 1999 تسمى أجوبة لينكس ، وبدأت في نشرها بالكامل كنسخة لينكس في مايو 2000 بعد إطلاقها وإنتاجها من قبل فريق صغير يتكون من المحرر نيك فيتش، محرر الفن كريس كروكس والكاتب ريتشارد دروموند، خلق معا القيم الأساسية المجلات ومظهر التصميم الأولي.
حاليًا قامت شركة Linux Format بترجمة الإصدارات المتوفرة في إيطاليا واليونان وروسيا. يتم تصدير عدد كبير من المجلات عبر العالم، بشكل أساسي إلى الولايات المتحدة الأمريكية حيث يتم بيعها في متاجر بارنز أند نوبل، بالإضافة إلى متاجر الكتب الكبيرة الأخرى.
تحتوي المقالات في Linux Format بانتظام على سلسلة متسلسلة وبرامج تعليمية عملية لتعليم المستخدمين وتوسيع نطاق مهاراتهم في استخدام نظام التشغيل Linux وتطبيقات البرامج المرتبطة به. يتم تشجيع المساهمات ليتم تقديمها من قبل القراء.
يشترك Linux Format في سوق المملكة المتحدة مع إصدار باللغة الإنجليزية من مجلة Linux وكان يعمل في السابق مع مستخدم Linux ومطور البرامج الذي تم إيقافه في سبتمبر 2018.

## محتويات
تتضم المجلة محتوى مشابهًا لتلك الموجودة في معظم مجلات الكمبيوتر ، ولكنه يستهدف على وجه التحديد مستخدمي نظام التشغيل Linux. هناك مراجعات، ورؤى مستديرة، وميزات تقنية وبرامج تعليمية موجهة إلى جميع مستويات المستخدمين.
تأتي المجلة مع قرص DVD يحتوي على توزيعات لينكس كاملة، وبرامج مجانية أخرى.

## العاملين
المجلة حاليا   تحرير نيل موهر مع فريق مؤلف من إفراين هيرنانديز مندوزا كمحرر فني، وجوني بيدويل كمحرر فني وكريس ثورنيت كمحرر للعمليات. ومن بين الموظفين السابقين غراهام موريسون وأندرو غريغوري ومايك ساوندرز وبن إيفيرارد الذين عملوا منذ ذلك الحين على إنتاج مجلة مختلفة، وهي Linux Sound .

## النشر
تنشر المجلة 13 مرة في السنة.

## التواجد على الشبكة
يحتوي تنسيق Linux على موقع ويب مخصص للمجالات  يحتوي على منتديات للقراء للتفاعل مع طاقم التحرير والكتاب، بالإضافة إلى قسم مرجعي واسع للمقالات في المجلة. في فبراير 2009 ، أطلق طاقم تحرير تنسيق Linux نسخة TuxRadar. أصبحت TuxRadar الطريقة الأساسية لفريق التحرير الذي يحصل على أخبار Linux على الإنترنت، حيث تخضع صفحة Linux Form على الويب لبعض التعديلات لتصبح أكثر تركيزًا على المجتمع.

## روابط خارجية
- الموقع الرسمي
- TuxRadar
- تنسيق Linux نسخة محفوظة 20 أكتوبر 2020 على موقع واي باك مشين. (بالروسية)